# Мамедов, Али Кара Яхья
Али Кара Яхья (Ахья) оглы Мамедов (1902, Азербайджан — 6 января 1938, Баку, Азербайджанская ССР) — советский партийный работник. Член ВКП(б) с 1920 г. Делегат XVII партийного съезда с решающим голосом. Занимал ряд ответственных должностей, в том числе был 1-м секретарем Нахичеванского областного комитета ВКП(б) (1933—1934). Перед арестом — заведующий Кедабекским Районным отделом народного образования.
В 1937 году был репрессирован — арестован и включён в «Сталинский расстрельный список» от 22 декабря 1937 года (Азербайджанская ССР, 1-я категория). Выездной сессией Военной Коллегии Верховного Суда ССР 5 января 1938 приговорён к высшей мере наказания — расстрелу. Приговор был приведен в исполнение той же ночью.